# Некрасов, Андрей Сергеевич
Андре́й Серге́евич Некра́сов (9 [22] июня 1907, Москва, Российская империя — 15 февраля 1987, Москва, СССР) — советский моряк и писатель.

## Биография
Родился в Москве, в семье врача. Мать, Людмила Фёдоровна Некрасова, умерла после Великой Отечественной войны. Окончив школу, работал монтёром и техником на Московской трамвайной станции. В 1926 году переехал в Мурманск и поступил матросом на рыболовецкое судно. Затем ходил на различных судах в районах Крайнего Севера и Дальнего Востока. В 1933 году окончил Владивостокский морской техникум Наркомата Морского Флота СССР. В этом же году назначен заместителем начальника морского управления треста «Дальморзверпром».
Печатался с 1928 года. Наибольшую известность из его произведений получила юмористическая повесть «Приключения капитана Врунгеля», впоследствии несколько раз экранизированная. Главным героем произведения стал капитан Врунгель, «советский барон Мюнхгаузен» — бывалый моряк, рассказывающий о своих удивительных путешествиях и приключениях по всему миру.
С апреля 1942 года — рядовой на Западном фронте, с осени 1942 года — сотрудник фронтовой газеты. Член СП СССР с 1943 года. С ноября 1943 года — в резерве ГлавПУРа в Москве.
14 апреля 1944 года, работая в газете Северо-Кавказского военного округа в звании лейтенанта, был осуждён Военным трибуналом Ростовского-на-Дону гарнизона на 3 года исправительно-трудовых лагерей.
После войны вернулся на литературную работу, был членом редколлегий журнала «Пионер» и литературно-художественного альманаха «Океан». Автор нескольких научно-популярных книг.
Скончался 15 февраля 1987 года на 80-м году жизни. Похоронен в Москве на Ваганьковском кладбище.